# Soavinandriana (stad)
Soavinandriana is een stad in Madagaskar, gelegen in de regio Itasy. De stad telt 37.816 inwoners (2005).

## Geschiedenis
Tot 1 oktober 2009 lag Soavinandriana in de provincie Antananarivo. Deze werd echter opgeheven en vervangen door de regio Itasy. Tijdens deze wijziging werden alle autonome provincies opgeheven en vervangen door de in totaal 22 regio's van Madagaskar.